# Исмагилов, Дамир Гибадрахманович
Дами́р Гибадрахма́нович Исмаги́лов (род. 7 января 1959, Москва) — главный художник по свету МХТ им. Чехова, Большого театра, профессор Школы-студии МХАТ. Заслуженный работник культуры Российской Федерации (2002), Заслуженный деятель искусств Российской Федерации (2008).

## Биография
Родился в простой рабочей семье. После окончания восьмого класса пошёл работать на военный завод, где трудился его отец.
В 1978 году окончил Московское театральное художественно-техническое училище при Большом театре по специальности ЭСТО — эксплуатация светотехнического оборудования (кафедра Александра Чертока) и был принят на работу в Московский Художественный театр на должность осветителя, в дальнейшем возглавив коллектив осветителей Малой сцены, где и начал творческую деятельность как художник по свету, работая над спектаклями «Путь», «Отец и сын», «Вагончик», «Эквус», «Татуированная роза».
С 1982 по 1987 год принимал участие в реконструкции здания театра в Камергерском переулке, начиная с разработки проекта оснащения сцены светотехническим оборудованием. Руководил приёмкой монтажных и пусконаладочных работ светотехнического комплекса Основной сцены. Впоследствии участвовал в таких работах как строительство Нового здания Большого театра и реконструкция Основной сцены Большого театра.
В 1987 году окончил постановочный факультет Школы-студии МХАТ (курс Вячеслава Ефимова), дипломной работой стал спектакль «Перламутровая Зинаида» Михаила Рощина в постановке Олега Ефремова. Позже стал главным художником по свету МХАТ им. А. П. Чехова. Оформил более ста спектаклей. Сотрудничал с ведущими отечественными и зарубежными режиссёрами, среди которых Олег Ефремов, Олег Табаков, Валерий Фокин, Леонид Хейфец, Роман Виктюк, Марк Розовский, Кама Гинкас, Владимир Андреев, Роман Козак, Сергей Женовач, Кирилл Серебренников, Елена Невежина, Тадаси Судзуки, Владимир Петров, Тимур Чхеидзе, Николай Шейко, Миндаугас Карбаускис, Евгений Писарев, Юрий Бутусов, Лев Эренбург, Константин Богомолов. Воплощал замыслы художников-сценографов Давида Боровского, Валерия Левинталя, Сергея Бархина, Марта Китаева, Олега Шейнциса, Александра Боровского, Татьяны Сельвинской, Вячеслава Окунева, Бориса Мессерера, Аллы Коженковой, Игоря Попова, Георгия Алекси-Месхешвили, Юрия Харикова, Юрия Устинова, Николая Симонова.
С 1996 года работает в Большом театре, с 2002 года — главный художник по свету. Сотрудничал с такими режиссёрами как Владимир Васильев, Борис Покровский, Питер Устинов, Александр Титель, Борис Эйфман, Петер Конвичный, Мстислав Ростропович, Алексей Ратманский, Эймунтас Некрошюс, Иркин Габитов, Дмитрий Бертман. Как художник по свету выпустил балеты «Лебединое озеро», «Бессонница», «Русский Гамлет», «Палата № 6», «Магритомания», «Леа», «Игра в карты», оперы «Аида», «Иоланта», «Любовь к трем апельсинам», «Хованщина», «Франческа да Римини», «Набукко». «Игрок», «Макбет», «Мазепа», «Летучий Голландец», «Дети Розенталя», «Война и Мир» и др.
Главный художник по свету Новосибирского театра оперы и балета, театра Геликон-опера, Студии театрального искусства. Работал в Мариинском театре, РАМТе, Малом театре, Театре им. М. Ермоловой, Театре п/р О. Табакова, Театре Российской армии, Театре им. А. С. Пушкина, Театре им. Моссовета, Московской Оперетте, а также в ведущих театрах Санкт-Петербурга, Новосибирска, Омска, Красноярска, Норильска, Казани, Уфы, Орла, Оренбурга.
Всего оформил свыше 450 спектаклей.
С 1987 по 1990 год преподавал в Московском театральном художественно-техническом училище предмет «Художественно-световое оформление спектакля», с 2000 по 2015 год — «Театральное освещение» в Школе-студии МХАТ, в Высшей школе театрального искусства Райкина заведует кафедрой «Технологии художественно-светового оформления спектакля», имеет звание профессора.
С 1990 года — член Союза театральных деятелей России. Имеет публикации в периодических изданиях.
Заместитель председателя Ассоциации художников по свету России.

## Изданные книги
- 2005 — «Театральное освещение» (переиздана в 2014).

## Творчество

### Художник по свету

#### Московский Художественный театр имени А. П. Чехова
Всего оформил более 100 спектаклей
- «Борис Годунов»
- 1989 — «Вишнёвый сад» А. П. Чехова. — Постановка О. Ефремова; режиссёр Н. Скорик; художник В. Левенталь; композитор В. Немирович-Данченко, Гаев — И. Смоктуновский
- 1992 — «Горе от ума» А. Грибоедова. — Постановка О. Ефремова; режиссёр И. Власов; художник Б. Мессерер
- «Гроза»
- 1997 — «Женитьба» Н. В. Гоголя — Режиссёр Роман Козак, художник Г. В. Алекси-Месхишвили
- 1990 — «Ундина» Ж. Жироду — Режиссёр Николай Скорик, режиссёр-ассистент В. Л. Машков; художник М. А. Соколова
- 1995 — «Маскарад» М. Ю. Лермонтова — Режиссёр Н. М. Шейко, художник М. Ф. Китаев
- 1988 — «Московский хор» Л. Петрушевской — Режиссёр Р. Сирота, художник В. Левенталь
- 1994 — «Мишин юбилей» А. Гельмана и Р. Нельсона — Постановка О. Ефремова; режиссёр И. Власов; художник Б. Мессерер
- 1992 — «Урок жёнам» Мольера — Постановка и режиссура М. О. Ефремова, режиссёр Н. В. Высоцкий. Художники А. И. Ладнов, М. О. Ефремов
- 1994 — «Урок мужьям» Мольера — Режиссёр Олег Ефремов, художник А. И. Ладнов
- 1987 — «Перламутровая Зинаида» М. М. Рощин — Режиссёр Олег Ефремов, художник В. Я. Левенталь
- 1997 — «Три сестры» А. Чехов — Постановка О. Ефремова; режиссёр Н. Скорик; художник В. Левенталь
- 2000 — «Сирано де Бержерак» Эдмон Ростан, Постановка Олега Ефремова, режиссёр Николай Скорик, художник Вячеслав Ефимов (премьера 1 октября 2000)
- 2000 — «Преступление и наказание» Ф. М. Достоевского (инсценировка В. Н. Сергачёва). — Постановка В. Н. Сергачёва и В. Т. Кашпура, художник Б. А. Мессерер
- 2001 — «Ю» О. Мухиной — Режиссёр Е. Б. Каменькович, художник А. Д. Боровский
- 2001 — «№ 13» Р. Куни — Режиссёр В. Машков, художник А. Д. Боровский
- 2001 — «Антигона» Ж. Ануя — Режиссёр Т. Н. Чхеидзе, художник Г. В. Алекси-Месхишвили
- 2002 — «Терроризм» братьев Пресняковых — Реж. К. С. Серебренников, художник Н. И. Симонов
- 2002 — «Священный огонь» С. Моэма — Реж. Светлана Врагова, художник В. Я. Левенталь
- 2002 — «Ретро» А. Галина — Реж. Андрей Мягков, художник А. Д. Боровский
- 2002 — «Нули» П. Когоута — Реж. Я. Буриан, художник Д. Л. Боровский
- 2003 — «Копенгаген» М. Фрейна — Реж. М. Карбаускис, художник А. Д. Боровский
- 2003 — «Осада» Е. Гришковца — Реж. Евгений Гришковец, художник Л. Ломакина
- 2004 — «Мещане» Максима Горького, реж. Кирилл Серебренников
- 2004 — «Белая гвардия» М. А. Булгакова — Постановка С. Женовача, художник А. Д. Боровский
- 2004 — «Изображая жертву» пьеса братьев Пресняковых — реж. Кирилл Серебренников, художник Николай Симонов
- 2004 — «Король Лир» У. Шекспира — Постановка и сценография Тадаши Судзуки
- 2004 — «Лес» Александра Островского — реж. Кирилл Серебренников (премьера 23 декабря 2004)
- 2005 — «Господа Головлёвы» Михаила Салтыкова-Щедрина — реж. Кирилл Серебренников
- 2006 — «Примадонны» Кен Людвиг — Реж. Евгений Писарева; художник Николай Симонов (премьера 20 октября 2006)
- 2007 — «Человек-подушка» пьеса Мартина Макдонаха — реж. Кирилл Серебренников
- 2008 — «Конёк-горбунок» пьеса братьев Пресняковых по мотивам сказки П. Ершова. — реж. Евгений Писарева; художник Зиновий Марголин — (премьера 15 мая 2008) — лауреат театральной премии газеты «Московский комсомолец»
- 2009 — «Трёхгрошовая опера» Бертольта Брехта — реж. Кирилл Серебренников
- 2009 — «Иванов» А. П. Чехов — Режиссёр Ю. Н. Бутусов, художник А. Д. Боровский
- 2009 — «Пиквикский клуб» Чарльз Диккенс — Реж. Евгений Писарева; художник Зиновий Марголин
- 2010 — «Васса Железнова» Максим Горький — Режиссёр Л. Б. Эренбург, художник В. Полуновский
- 2011 — «Мастер и Маргарита» — Реж. Янош Сас (премьера 29 июня 2011)
- 2012 — «Свадьба Кречинского» А. Сухово-Кобылина — режиссёр В. Мейкшанс, художник Р. Сухановс
- 2012 — «Зойкина квартира» Михаила Булгакова — реж. Кирилл Серебренников (премьера 9 июня 2012)
- 2012 — «Событие» В. В. Набокова — Реж. Константин Богомолов; художник Л. Ломакина
- 2013 — «Идеальный муж. Комедия» — Сочинение К.Богомолова по произведениям Оскара Уайльда — реж. Константин Богомолов (премьера 10 февраля 2013)
- 2013 — «Карамазовы» фантазии на тему романа Ф. Достоевского — реж. Константин Богомолов — (премьера 26 ноября 2013)
- 2014 — «№ 13D» — Реж. Владимир Машков — (премьера 21 января 2014)

#### Большой театр
Балетные спектакли
- «Лебединое озеро» П. Чайковского
- «Бессонница» на музыку Д. Хаубриха (на основе произведений В. А. Моцарта)
- «Русский Гамлет» на музыку Г. Малера и Л. ван Бетховена
- «Палата № 6» на музыку А. Пярта
- «Магриттомания» Ю. Красавина
- «Леа» на музыку Л. Бернстайна (вторая редакция)
- «Игра в карты» на музыку И. Стравинского
- 2007 — «Корсар» А. Адана Постановка и новая хореография Алексея Ратманского и Юрия Бурлаки (премьера 21 июня 2007)
- 2008 — «Сильфида» Хермана Левенскольда Постановка и новая хореография Йохана Кобборга (премьера 20 февраля 2008)
- 2009 — «Коппелия» Л. Делиба (премьера 12 марта 2009) Постановка и новая хореографическая редакция Сергея Вихарева
- Большое классическое па из балета «Пахита» Л. Минкуса
- «Класс-концерт» на музыку А. Глазунова, А. Лядова, А. Рубинштейна, Д. Шостаковича, музыкальная композиция А. Цейтлина
- 2008 — «Пламя Парижа» Бориса Асафьева — художники-постановщики — Илья Уткин, Евгений Монахов (премьера 3 июля 2008)
- «Золушка» С. Прокофьева

Оперные спектакли
- «Аида» Дж. Верди
- 1950 — «Хованщина» М. Мусоргского — Режиссёр Леонид Баратов (премьера 1950)
- 2001 — «Игрок» С. Прокофьева в 1-й редакции режиссёр-постановщик — А. Б. Титель (премьера 5 июня 2001)
- 2004 — «Мазепа» П. Чайковского, Режиссёр Роберт Стуруа (премьера 7 февраля 2004)
- 2005 — «Дети Розенталя» Л. Десятникова — Режиссёр Эймунтас Някрошюс (премьера 23 марта 2005)
- 2005 — «Война и Мир» С. Прокофьева режиссер-постановщик — Иван Поповски (премьера 10 декабря 2005)
- 2006 — «Набукко» Дж. Верди — режиссёр-постановщик и хореограф — Михаил Кисляров (возобновление 2006)
- 2011 — «Любовь к трем апельсинам» С. Прокофьева — Режиссёр Уве Шварц (премьера 27 апреля 2011)
- 2011 — «Борис Годунов» М. Мусоргского — Режиссёр Игорь Ушаков (Возобновлён — 1 декабря 2011)
- 2011 — «Золотой петушок» — Режиссёр Кирилл Серебренников — (премьера 19 июня 2011) — лауреат премии «Золотая Маска» в номинации «Лучшая работа художника по свету»
- 2013 — «Летучий голландец» Рихарда Вагнера — режиссер Василий Бархатов (премьера 6 июля 2013)
- «Франческа да Римини» С. Рахманинова
- 2015 — «Иоланта» Петра Чайковского — режиссёр Сергей Женовач (премьера 28 октября 2015)
- 2015 — «Кармен» Ж. Бизе — Режиссер-постановщик — Алексей Бородин (премьера 15 июля 2015)
- 2017 — «Снегурочка» Н. Римского-Корсакова — режиссер-постановщик — Александр Титель (премьера 15 июня 2017)
- 2018 — «Пиковая дама» П. Чайковского — режиссер-постановщик Римас Туминас

#### Театр «Студия театрального искусства» (СТИ)
- 2006 — «Захудалый род» Николай Лесков, режиссёр — Сергей Женовач
- 2007 — «Игроки» Николай Гоголь, режиссёр — Сергей Женовач
- 2008 — «Битва жизни» Чарльз Диккенс, режиссёр — Сергей Женовач
- 2009 — «Река Потудань», реж. Сергей Женовач — лауреат премии «Золотая Маска» в номинации «Лучшая работа художника по свету»
- 2009 — «Три года» Антон Чехов, режиссёр — Сергей Женовач
- 2010 — «Записные книжки» Антон Чехов, режиссёр — Сергей Женовач
- 2011 — «Брат Иван Федорович» Фёдор Достоевский, режиссёр — Сергей Женовач
- 2012 — «Москва-Петушки» Венедикт Ерофеев, режиссёр — Сергей Женовач
- 2014 — «Записки покойника» Михаил Булгаков, режиссёр — Сергей Женовач
- 2015 — «Самоубийца» Николай Эрдман, режиссёр — Сергей Женовач

#### «Современник»
- 2011 — «Враги. История любви» Исаак Башевис Зингер — режиссёр Евгений Арье, сценография и костюмы Семён Пастух (премьера 5 февраля 2011) — лауреат премии «Золотая Маска» в номинации «Лучшая работа художника по свету»
- 2015 — «Двое на качелях» Уильям Гибсон — режиссёр Галина Волчек, сценография — Павел Каплевич (премьера 23 января 2015)
- 2016 — «Поздняя любовь» по пьесе А. Н. Островского — режиссёр Егор Перегудов, сценография и костюмы — Мария Трегубова (премьера 7 октября 2016)
- 2017 — «Игра в джин» Дональд Л. Кобурн — режиссёр Галина Волчек, сценография и костюмы — Павел Каплевич

#### Александринский театр
- 2008 — «Женитьба» Николай Гоголь, — реж. Валерий Фокин — премьера 18 января 2008
- 2009 — «Ксения. История любви» В. Леванова, — реж. Валерий Фокин
- 2010 — «Гамлет» Уильяма Шекспира — реж. Валерий Фокин, сценография Давида Боровского — лауреат премии «Золотая Маска» в номинации «Лучшая работа художника по свету»
- 2011 — «Ваш Гоголь», — реж. Валерий Фокин
- 2012 — «Литургия ZERO», — реж. Валерий Фокин
- 2014 — «Маскарад. Воспоминания будущего» по пьесе М. Ю. Лермонтова «Маскарад» — реж. Валерий Фокин
- 2016 — «Сегодня. 2016», — реж. Валерий Фокин
- 2016 — «Ваш Гоголь. Последний монолог», — реж. Валерий Фокин

#### Московский драматический театр имени А. С. Пушкина
- 1996 — «Варшавская мелодия» пьеса Л. Зорин реж Виктор Гульченко художник Игорь Капитанов (премьера 5 февраля 1996)
- 1998 — «Проделки Скапена» Ж-Б. Мольер, режиссёр Надежда Аракчеева художник
- 2001 — «Путники в ночи» мелодрама О. Данилова, режиссёр Дмитрий Астрахан. художник В.Боер (премьера 26 января 2001)
- 2001 — «Академия смеха» пьеса Коки Митани, режиссёр Роман Козак, художник Виктор Платонов (премьера 13 октября 2001)
- 2002 — «Откровенные полароидные снимки» — режиссер Кирилл Серебренников
- 2002 — «Ромео и Джульетта», режиссёр Роман Козак и Алла Покровская, художник Георгий Алекси-Месхишвили (премьера 22 марта 2002)
- 2002 — «Чёрный принц» Айрис Мёрдок, режиссёр Роман Козак, художник Валерий Левенталь (премьера 25 октября 2002)
- 2003 — «Наваждение» пьеса А. Галина, режиссёр Роман Козак, художник Валерий Левенталь (премьера 31 октября 2003)
- 2005 — «Джан» автор Андрей Платонов, режиссер Роман Козак, художник Виктор Платонов (премьера 27 января 2005)
- 2005 — «Одолжите тенора!» комедия Кена Людвига, режиссёр Евгений Писарев, художник Алексей Порай-Кошиц (премьера 29 сентября 2005)
- 2010 — «Бешеные деньги» пьеса А. Островского, режиссёр Роман Козак, художник Игорь Попов (премьера 8 мая 2010)
- «Девичник CLUB» пьеса А. Менчелла, режиссёр Роман Козак, художник Игорь Попов
- 2011 — «Много шума из ничего» комедия Уильяма Шекспира, режиссёр Евгений Писарев
- 2011 — «Мышеловка» А. Кристи, режиссёр Надежда Аракчеева, художник Виктор Платонов
- 2012 — «Великая магия» драма Э. де Филиппо, режиссёр Евгений Писарев
- 2014 — «Женитьба Фигаро» П.Бомарше, режиссёр Евгений Писарев, художник Зиновий Марголин (премьера 23 апреля 2014)
- 2016 — «Дом, который построил Свифт» Григория Горина, режиссёр Евгений Писарев

#### Театр сатиры
- 2022 — «Дядя Жорж»

#### Фильмы
- 2021 — «Северный ветер», режиссёр Рената Литвинова

## Награды и звания
- Орден Дружбы (23 октября 1998 года) — за многолетнюю плодотворную деятельность в области театрального искусства и в связи со 100-летием Московского Художественного академического театра[1].
- Заслуженный деятель искусств Российской Федерации (24 апреля 2008 года) — за заслуги в области искусства[2].
- Заслуженный работник культуры Российской Федерации (28 октября 2002 года) — за заслуги в области культуры и многолетнюю плодотворную работу[3].
- Лауреат четырёх Российских национальных театральных премий «Золотая маска» в номинации «Лучшая работа художника по свету»
  - 2010 год — «Река Потудань» Студия театрального искусства С. Женовача
  - 2011 год — «Гамлет» Александринский театр
  - 2011 год — «Золотой петушок» Большой театр[4]
  - 2012 год — «Враги. История любви» театр «Современник»
- Лауреат театральной премии газеты «Московский комсомолец» (спектакль МХТ «Конёк-Горбунок», 2008)
- Лауреат Национальной премии «Музыкальное сердце театра — 2009» в номинации «Лучшее световое оформление (художник по свету)» за спектакль «Шербурские зонтики» (Санкт-Петербургский государственный музыкальный театр «Карамболь»).
- Лауреат Премии Станиславского (2014) в номинации «Сценография» («За вклад в художественное оформление спектаклей. Искусство художника по свету») сезон 2013/2014.
- Лауреат Премии Москвы в области литературы и искусства (2016 год)
- Лауреат Премии «Мастер Света» в номинации «Художники по свету театральных и шоу-постановок» (2017 г.)[5]